# 京阪奈墓地公園
京阪奈墓地公園（けいはんなぼちこうえん）は、大阪府枚方市にある墓地公園である。宗旨・宗派は問わない。

## 概要
- 総区画数 7,000（創価学会員専用区画 1,500、在日韓国民団同朋専用区画 1,000）
- 檀家条件なし
- 法要施設あり
- バリアフリー
- 駐車場完備
- 無金利・無審査の自社ローン
- 約350本の桜並木
- 専用区画には約70本の無窮花

## 「無窮花の郷」
在日同胞メモリアルパーク「無窮花の郷」（むくげのさと）は日本で初めての「在日同胞による、在日同胞のための、在日同胞の公園墓地」である。在日韓国商工会議所会長の崔鐘太（チェ・ジョンテ）が韓国にある国営墓地の「望郷の丘」のような墓を同朋のためにつくりたいと願い、京阪奈墓地公園内に実現した。在日同胞は一般の半額で聖地が購入できる。

## アクセス
- 枚方学研インターチェンジから車で約10分
- 枚方東インターチェンジから車で約10分
- 田辺西インターチェンジから車で約10分
- 長尾駅から無料送迎バスで約15分
- 学研北生駒駅から無料送迎バスで約15分
- 枚方市駅から無料送迎バスで約40分